# Creu de terme dels Erals

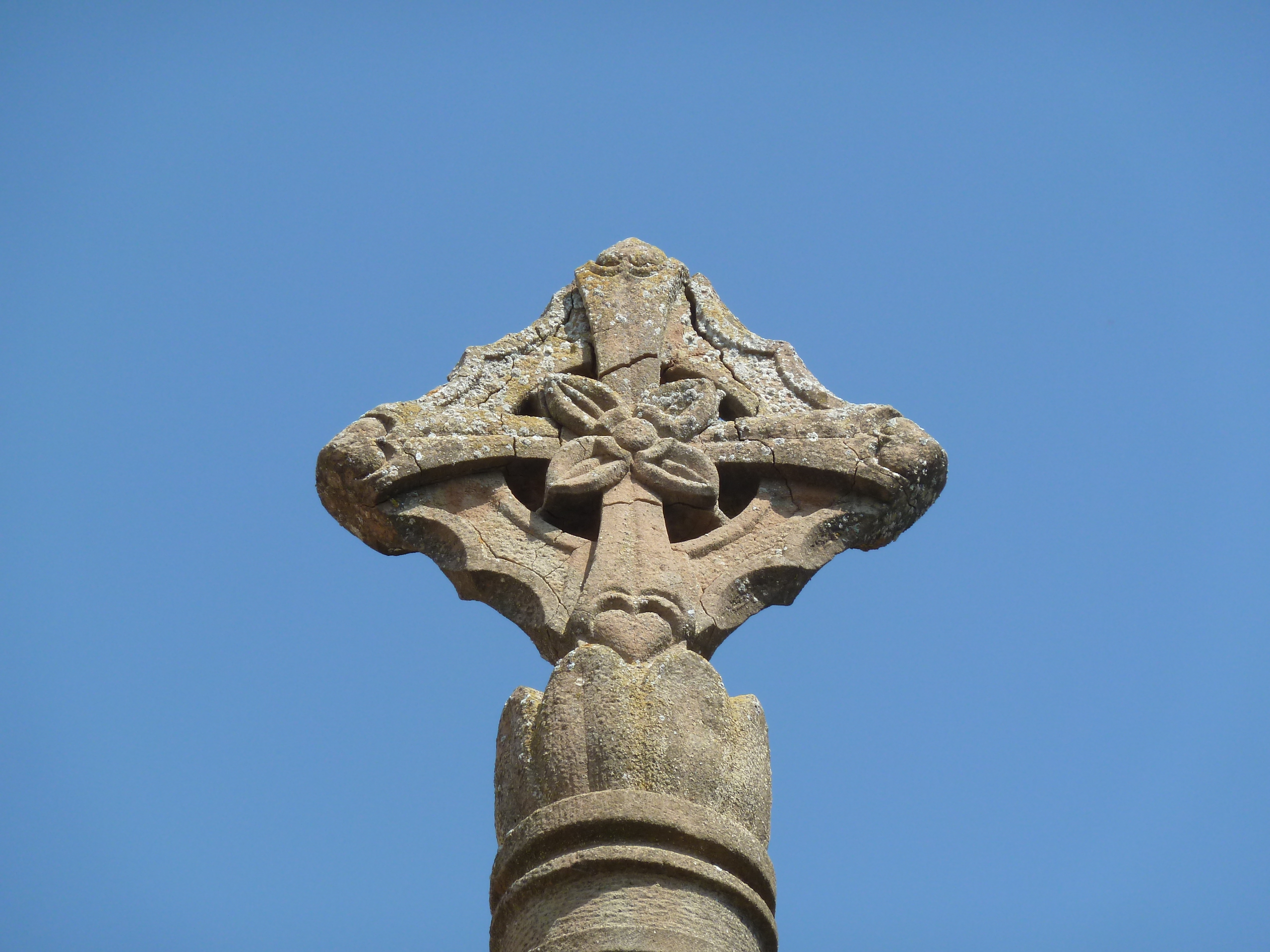
Detall de la creu

La Creu de terme dels Erals, anomenada també Creu del Portal del Gel o Creu de la Pleta, és una creu de terme de Balaguer (Noguera), situada a la cruïlla del carrer dels Erals amb el carrer de la Creu, prop del cementiri, pel camí que surt a la carretera de Balaguer a Alfarràs. Delimitava el lloc on s'acabava la ciutat. Està inclosa a l'Inventari del Patrimoni Arquitectònic de Catalunya.

## Descripció
Creu de terme monumental feta amb pedra. La base de la creu és poligonal. És una creu molt senzilla. La part superior té forma de rombe, el centre en forma circular, lloc on s'entén que hi ha la imatge de Jesús.

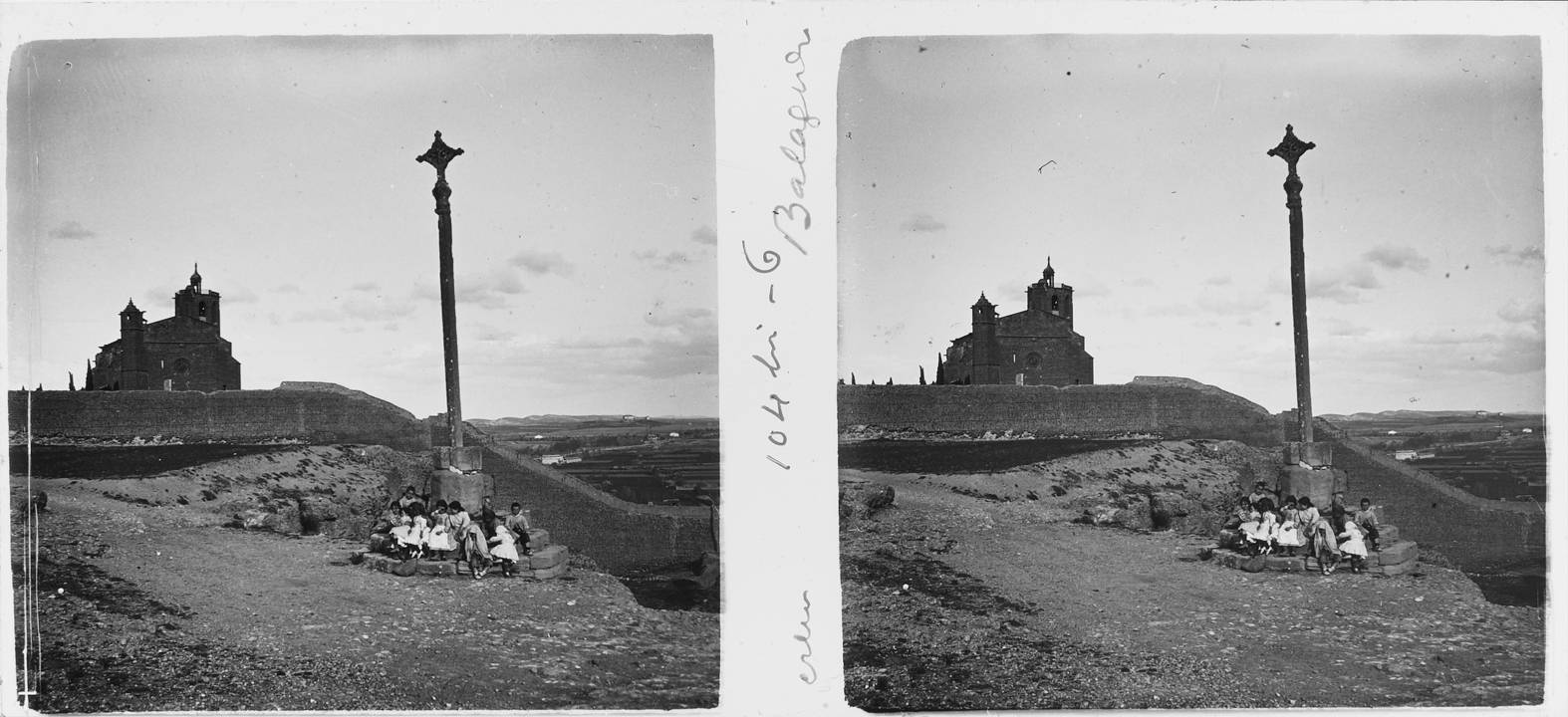
La creu el 1913

## Història
La data d'edificació d'aquesta creu no es coneix amb certesa, se suposa que és posterior a la de Sant Domènec, potser del segle xvi o XVII. Durant la Guerra Civil va ser desmuntada, com les altres 4 creus de terme de la ciutat. Aquesta creu es va fer de nou després de la guerra, per l'escultor Antoni Betsebé, i l'original es va col·locar amb la magolla de la Creu de Sant Domènec.
El 2018 es va desmuntar per a restaurar-la, ja que presentava perillositat de caiguda, a causa d'un episodi de pluges.